# Angelo al bosc misteriós
Angelo al bosc misteriós (títol original en francès, Angelo dans la forêt mystérieuse) és una pel·lícula d'animació de 2024 dirigida per Alexis Ducord i Vincent Paronnaud. És una adaptació del còmic Dans la forêt sombre et mystérieuse de Vincent «Winshluss» Paronnaud, publicat el 2016. Es va estrenar als cinemes de França el 23 d'octubre de 2024. S'ha doblat al català.